# Il tempo dei primi - Spacewalker
Il tempo dei primi - Spacewalker (Время первых) è un film del 2017 diretto da Dmitrij Kiselёv.

## Trama
Il film è ambientato negli anni '60 del XX secolo, durante la Guerra Fredda e la corsa allo spazio tra URSS e USA.
Durante un volo di addestramento il motore del caccia pilotato dal tenente Alexei Leonov, prende fuoco: da terra gli viene ordinato di espellersi, ma il meccanico si è dimenticato di rimuovere il perno di sicurezza per cui l'espulsione non funziona. Quindi Leonov riesce con delle acrobazie a spegnere le fiamme e atterrare, salvando sè ed il velivolo.
Una volta a terra, Leonov rimuove il perno e lo consegna silenziosamente al meccanico. Al tenente generale Kamanin, che ha osservato il volo, viene detto che tutte le azioni erano dettate dal desiderio di salvare il costoso aereo. Il comandante dell'unità promette di punire il pilota “pazzo”, ma il generale loda Leonov e lo accoglie i cosmonauti nella squadra. I sovietici hanno in programma di inviare un uomo nello spazio.
Durante la costruzione del velivolo, un tecnico viene ucciso e gli ingegneri mettono in dubbio la sicurezza del velivolo. Il veicolo di prova Kosmos 57, che rappresenta la navicella spaziale Voskhod 2, si rompe in volo due settimane prima del lancio pianificato e gli ingegneri sovietici non riescono a identificare le cause dell'esplosione e della perdita improvvisa delle comunicazioni. L'ex pilota della Seconda Guerra Mondiale Pavel Belyayev e il collaudatore militare Alexei Leonov vengono chiamati a pilotare il velivolo, ma durante un lancio con il paracadute Pavel si ferisce alla gamba durante l'atterraggio e viene considerato non idoneo. Viene sostituito da un nuovo, giovane e inesperto cosmonauta (Evgeny Khrunov), con grande costernazione di Alexei. Alimentato dalla rabbia e dalla determinazione, Pavel si riprende attraverso l'addestramento e alla fine viene riammesso, deliziando Alexei.